# 25 février 1993
Le jeudi 25 février 1993 est le 56e jour de l'année 1993.

## Naissances
- Alan Quine, hockeyeur sur glace canadien
- Brayan Perea, joueur de football colombien
- Conor Coady, joueur de football britannique
- Erick Fedde, joueur américain de baseball
- Farid Boulaya, footballeur algérien
- Kyle Freeland, joueur américain de baseball
- Lukáš Sedlák, joueur professionnel tchèque de hockey sur glace
- Massimo Morabito, coureur cycliste luxembourgeois
- Maurice Huke, athlète allemand
- S.P. Sethuraman, joueur d'échecs indien

## Décès
- Eddie Constantine (né le 29 octobre 1913), acteur et chanteur américain
- Francisco Alves Albino (né le 2 novembre 1912), footballeur portugais
- Roger Rochard (né le 20 avril 1913), athlète français

## Événements
- Découverte des astéroïdes (14903) 1993 DF2 et (24762) 1993 DE1
- Sortie du film américain A Brief History of Time
- Sortie du film américain de Maris et Femmes
- Sortie du jeu vidéo Mazin Wars
- Sortie du film américain Piège en haute mer
- Publication du roman Sept cavaliers